# بيلي غير
بيلي غير (بالإنجليزية: Billy Geer)‏ هو لاعب كرة قاعدة أمريكي، (و. 1859 – 1928 م).

## وصلات خارجية
- بيلي غير على موقعبيزبول رفرنس.كوم (الدوري الرئيسي) (الإنجليزية)
- بيلي غير على موقعبيزبول رفرنس.كوم (الدوري الثانوي) (الإنجليزية)